# Sire Records
Sire Records je americká nahrávací společnost, kterou vlastní Warner Music Group. Nahrávky distribuuje firma Warner Bros. Records.

## Historie
Firmu založili Seymour Stein a Richard Gottehrer v roce 1966. Původně se společnost jmenovala Sire Productions. První nahrávky distribuované touto společností byla London Records. Na začátku své kariéry hudebního vydavatelství firma Sire Records otevřela dveře spousta britským underground umělcům. Tímto Sire Records uvítalo britské kapely jako Climax Blues Band, Barclay James Harvest či The Deviants na americký trh.
V letech 1970~1971 obstarala distribuci firma Polydor Records. Během této éry bylo vytvořeno logo společnosti.

## Hudebníci
| - The Ramones - Madonna - Depeche Mode - Lou Reed - Regina Spektor |  | - Soft Cell (US) - Telex - Tom Tom Club - Yazoo |